# Бребу (Бузау)
Бребу (рум. Brebu) насеље је у Румунији у округу Бузау у општини Лопатари. Oпштина се налази на надморској висини од 566 m.

## Становништво
Према подацима из 2002. године у насељу је живело 136 становника, од којих су сви румунске националности.